# Калисайя, Поликарпио
Поликарпио Калисайя Уака (исп. Policarpio Calizaya Huaca, 10 сентября 1962) — боливийский легкоатлет, выступавший в беге на длинные дистанции и марафоне. Участвовал в летних Олимпийских играх 1988, 1992 и 1996 годов.

## Биография
Поликарпио Калисайя родился 10 сентября 1962 года.
Дебютировал на крупных международных соревнованиях в 1987 году, когда выступил в марафоне на чемпионате мира по лёгкой атлетике в Риме, но завершить дистанцию не смог.
В 1988 году вошёл в состав сборной Боливии на летних Олимпийских играх в Сеуле. Выступал в беге на 10 000 метров. В полуфинале занял 18-е место с результатом 30 минут 35,01 секунды и не попал в финал. В итоговой классификации расположился на 36-й позиции.
В 1992 году вошёл в состав сборной Боливии на летних Олимпийских играх в Барселоне. Выступал в беге на 5000 и 10 000 метров и в обеих дисциплинах не попал в финал. На дистанции 500 метров в полуфинале занял последнее, 14-е место (15.02,02). На дистанции 10 000 метров в полуфинале стал 24-м (30.27,01). Оба результата стали личными рекордами Калисайи.
В 1996 году вошёл в состав сборной Боливии на летних Олимпийских играх в Атланте. Выступал в марафонском беге. Занял 91-е место среди 111 финишировавших, показав результат 2 часа 33 минуты 8 секунд. Был знаменосцем сборной Боливии на церемонии открытия Олимпиады.
Дважды участвовал в Панамериканских играх. В 1991 году в Гаване занял 8-е место в беге на 10 000 метров, 9-е — в беге на 5000 метров. В 1995 году в Мар-дель-Плата стал 17-м в марафоне.

## Личные рекорды
- Бег на 5000 метров — 15.02,02 (6 августа 1992, Барселона)[1]
- Бег на 10 000 метров — 30.27,01 (31 июля 1992, Барселона)[1]
- Марафон — 2:33.08 (4 августа 1996, Атланта)[1]

## Семья
Младшая сестра Поликарпио Калисайи Соня Калисайя (род. 1976) также занималась лёгкой атлетикой, в 2008 году представляла Боливию в марафонском беге на летних Олимпийских играх в Пекине.